# Zwi Nigal
Zwi Nigal (als Hermann Heinz Engel geboren am 13. April 1923 in Wien; gestorben am 30. Juli 2023 in Israel) war ein österreichisch-israelischer Zeitzeuge, der 1939 aus seiner Heimatstadt Wien flüchten musste.

## Leben und Werk
Herman Heinz Engel entstammt einer jüdischen Mittelstandsfamilie in Wien. Vater und Großvater waren Eisenbahner. Seine Mutter diente als Krankenschwester im Ersten Weltkrieg. Seine Erziehung war „österreichisch, aber auch zionistisch.“ Zu den Helden seiner Kindheit zählten Andreas Hofer, Prinz Eugen, Winnetou und Old Shatterhand, aber auch König David und Samson. Den „Anschluss“ Österreichs erlebte er einerseits als Trauma, andererseits als banale Alltäglichkeit. Er schildert, wie er als kleiner Judenjunge auf dem Heldenplatz Hitler reden hörte, wie die Hakenkreuzfahnen in der Großen Stadtgutgasse bis zum Boden hingen und wie plötzlich alle – auch die Schüler – „eine Woche Urlaub“ hatten. 
Als sie in das damalige Gymnasium Zirkusgasse zurückkehrten, war das Kruzifix weg. Stattdessen hing dort ein Hitler-Bild. Damals brauchte man auch Glück, sagte er. Als sich zwei HJ-Banden um ihn stritten („Des is’ unser Jud“ die einen, „Na, des is’ unser Jud“ die anderen), konnte er währenddessen flüchten. Der Deutschlehrer trug unberührt von den Zeitereignissen seine Arbeit vor, mit dem vieldeutigen Kommentar: „Das einzig Tragische an der Sache ist, dass wieder ein deutsch-fremdes Element die beste Arbeit geschrieben hat.“ Engel flüchtete daraufhin als 16-Jähriger aus Wien nach Palästina. Seine Mutter kam fünf Jahre später dort an, sein Vater wurde 1944 im Konzentrationslager Auschwitz ermordet.
Als Zwi Nigal, wie er von nun an hieß, 18 Jahre alt war, meldete er sich zum Militär und diente in der 8. britischen Armee bei der Jüdischen Brigade, später bei der israelischen Armee, die es ihm ermöglichte, an der Technischen Hochschule in Haifa zu studieren.
Viele Jahre weigerte er sich, in Schulen vorzutragen. Er dachte nicht, dass sein Leben besonders sei. „Es war ein ganz normales Leben, das typische Leben eines Menschen meines Jahrgangs.“ Und er fügte hinzu: „Das typische Leben eines in Europa geborenen Juden.“
2018 zählte er zu den 130 Holocaust-Überlebenden, die vom österreichischen Bundeskanzler und vom Unterrichtsminister anlässlich der Trauerfeiern zur 80. Wiederkehr der Novemberpogrome nach Wien eingeladen wurden. Bei dieser Gelegenheit sprach seine frühere Schule, das Gymnasium Zirkusgasse in der Leopoldstadt, dem zweiten Wiener Gemeindebezirk, eine Einladung zu einem Vortrag aus. Zwi Nigal hat die Einladung angenommen. Es war ganz still, als er den Festsaal betrat und gestand: „Das letzte Mal war ich so aufgeregt vor der Mathematik-Matura.“ Der 95-Jährige sprach „ohne Umschweife, nahezu mit Understatement.“ Rund 60 Schülerinnen und Schüler hörten aufmerksam zu. Am Ende seines Vortrags in der AHS Zirkusgasse ließ er ein Bild auf die Leinwand projizieren: Es zeigt ihn mit seinen beiden Söhnen, sieben Enkelkindern und vier Urenkeln. Sein lapidarer Kommentar: „Das ist mein persönlicher Sieg über Hitler.“
Im Jahr 2022 erhielt er zusammen mit drei weiteren Zeitzeugen den Simon-Wiesenthal-Preis und gehört damit zu den ersten Preisträgern dieser Auszeichnung.
Zwi Nigal starb im Juli 2023 im Alter von 100 Jahren.

## Zitat
„Ich habe gedacht: Niemals wieder Wien. Nie wieder Österreich. Heute habe ich wieder Freunde hier.“